# Лурате-Каччивио
Лурате-Каччивио (итал. Lurate Caccivio) — город в Италии, располагается в регионе Ломбардия, подчиняется административному центру Комо.
Население составляет 10 028 человек (на 2004 г.), плотность населения составляет 1946 чел./км². Занимает площадь 5 км². Почтовый индекс — 22075. Телефонный код — 031.
Покровителем населённого пункта считается святой Амвросий Медиоланский. Праздник ежегодно празднуется 7 декабря.

## Города-побратимы
- Черкьяра-ди-Калабрия, Италия
- Фузине, Италия